# СБПЧ Оркестр
СБПЧ Оркестр — альбом группы «Самое большое простое число» в жанре электронной музыки, выпущенный в ноябре 2008 года при посредничестве лейбла «Снегири».

## Участники записи

### СБПЧ
- Илья Барамия — электроника, металлофон, вокал
- Александр Зайцев — электроника, гитара, детские музыкальные инструменты, вокал
- Кирилл Иванов — электроника, детские музыкальные инструменты, вокал, автор текстов

### Приглашённые участники
- Стас Барецкий — вокал, автор текстов
- Юрий Высоков — автор тестов
- Максим Скворцов — автор текстов
- Василий Степанов — автор текстов
- Ларик Сурапов — вокал, автор текстов
- Михаил Феничев — вокал, автор текстов
- Кирилл Борисов — барабаны
- Юрий Высоков — колёсная лира
- Митя Гольцман — мелодика, кларнет, блок-флейта, окарина, жалейка, свирель
- Илья Зинин — гитара
- Константин Зайцев — гитара
- Дмитрий Меркулов — бас-гитара
- Юля Мильчакова — фортепиано
- Сергей Разводов — синтезатор
- Света Шебеко — вокал

## Список композиций
| №                   | Название                                                       | Длительность |
| ------------------- | -------------------------------------------------------------- | ------------ |
| 1.                  | «На два (feat. Константин Зайцев)»                             | 2:33         |
| 2.                  | «16-ти этажка (feat. 2H Company & Митя Гольцман)»              | 3:41         |
| 3.                  | «Реальность (feat. Ларик Сурапов & Стас Барецкий)»             | 1:56         |
| 4.                  | «Кого с тобой нет (feat. Общежитие & Илья Зинин)»              | 5:02         |
| 5.                  | «Овощи»                                                        | 2:10         |
| 6.                  | «Люди-васильки (feat. Новые праздники & Митя Гольцман)»        | 3:22         |
| 7.                  | «Доктор Хаус (feat. Стас Барецкий & Митя Гольцман)»            | 1:41         |
| 8.                  | «Уёбища (feat. Юля Мильчакова, Света Шебеко & Кирилл Борисов)» | 5:46         |
| 9.                  | «Это (feat. Константин Зайцев & Света Шебеко)»                 | 3:49         |
| 10.                 | «Польша»                                                       | 3:31         |
| 11.                 | «Желуди (feat. Кирилл Борисов)»                                | 2:33         |
| 12.                 | «Рождество»                                                    | 1:52         |
| Общая длительность: | Общая длительность:                                            | 37:56        |

## История создания
«СБПЧ Оркестр» — логичное продолжение совместного альбома «Ёлочных игрушек» с актуальными российскими поэтами под названием «Дикие ёлочные игрушки» (2006) и дебютного альбома группы «СБПЧ».
Газета «Труд», назвавшая Барамию и Зайцева идейными преемниками Сергея Курёхина из группы «Поп-механика», в июле 2008 года писала: «Осознанно или нет, на втором году жизни своего проекта Кирилл вдруг предпринял шаг, достойный самого Курёхина: попросил зрителей принести с собой детские дудочки и металлофоны и поимпровизировать вместе с артистами на концерте. И этим смелым шагом — впервые в практике отечественной поп-музыки — полностью уничтожил границу между сценой и залом».

## Официальные видеоклипы
| Название  | Дата публикации                  | Количество просмотров, тыс. | Авторы                                             |
| --------- | -------------------------------- | --------------------------- | -------------------------------------------------- |
| Рождество | 7 нояб. 2008 г.                  | 22                          | Режиссёр: Аля Елсукова                             |
| Это       | 30 окт. 2009 г. 17 нояб. 2013 г. | 118 6                       | Режиссёр: Александр Уржанов, продюсер: Роман Супер |

## Критика
Барнаульское издание Vatokata писало: «Альбом «СБПЧ Оркестр» — единственный в 2008 году диск, который в обязательном порядке должны были послушать мы все, потому что он, в общем, о нас».